# Alla toletta
Alla toletta o Al tavolo da toletta (in russo За туалетом. Автопортрет?, Za tualetom. Avtoportret) è un dipinto della pittrice russa Zinaida Evgen'evna Serebrjakova, realizzato nel 1909. Fa parte delle collezioni della galleria Tret'jakov di Mosca.
Questo quadro fu realizzato alla fine dell'anno 1909, quando la pittrice viveva nel villaggio di Neskučne (nell'odierno oblast' di Charkiv, in Ucraina). Secondo l'artista, l'inverno era arrivato in anticipo quell'anno e tutto intorno era ricoperto di neve, ma in casa sua faceva caldo ed era accogliente, e lei si divertiva a dipingere davanti allo specchio dopo aver raccolto i suoi ninnoli sul suo tavolo.
Su insistenza del pittore Eugène Lanceray (o Evgenij Evgen'evič Lanceray), il fratello di Zinaida, l'autoritratto venne spedito a San Pietroburgo, dove venne esposto alla settima mostra dell'unione dei pittori russi, che si era installata nella città all'inizio del 1910, dopo essere stata fondata a Mosca. Il quadro venne ben accolto dal pubblico e dalla critica. Il pittore Valentin Aleksandrovič Serov, in particolare, espresse la sensazione che l'autoritratto allo specchio fosse un'opera molto fresca e molto dolce. Quanto al critico Aleksandr Nikolaevič Benois, egli scrisse che Serebrjakova aveva offerto al pubblico russo un regalo tanto meraviglioso con il suo sorriso su tutto il volto che non la si poteva che ringraziare. Il quadro venne acquistato direttamente alla mostra per la galleria Tret'jakov.

## Storia
Nel settembre del 1905, Zinaida Lanceray sposò il cugino di primo grado Boris Serebrjakov, che era ancora nel suo percorso di studi e che sarebbe diventato un ingegnere ferroviario. Nel novembre dello stesso anno, ella si recò a Parigi, dove studiò all'accademia della Grande Chaumière. Dopo il suo ritorno in Russia nella primavera del 1906, ella visse alcuni anni nella proprietà di famiglia di Neskučne, nel villaggio omonimo, che si trovava ai confini dei governatorati di Kursk e Char'kov dell'impero russo (oggi nel territorio dell'oblast' di Charkiv in Ucraina). Il 26 maggio 1906, nacque il suo primo figlio Evgenij (Ženija), e l'anno successivo nacque il suo secondo figlio Aleksandr (Šura). Tra il 1906 e il 1908 ella lavorò soprattutto su dei paesaggi, dei ritratti di contadini e altri aspetti della vita dei villaggi. Tra le opere di questo periodo si trovano vari ritratti e autoritratti. La maggior parte si data alla seconda metà degli anni 1900-1910 e sono dei dipinti a olio.

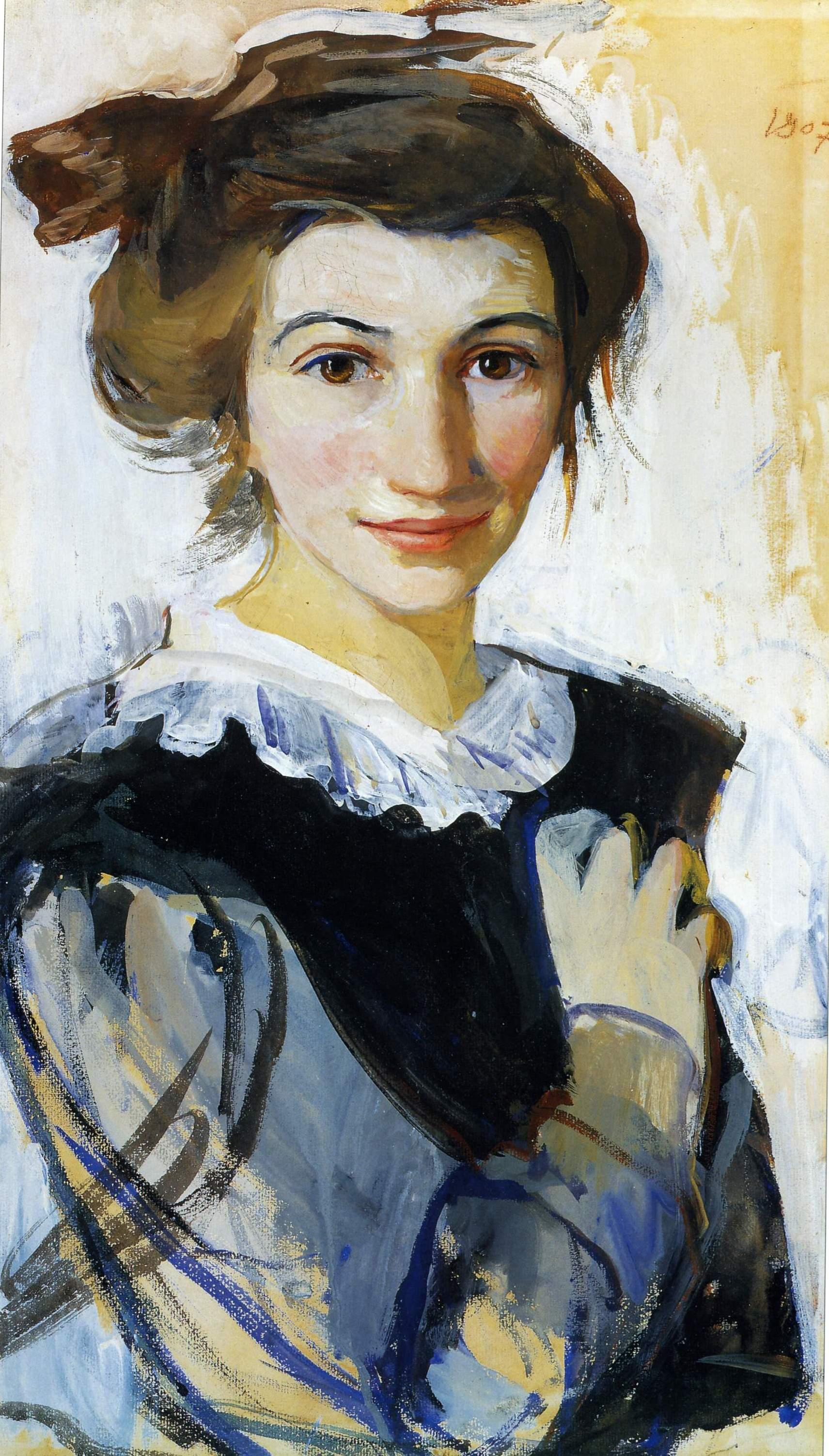
Un autoritratto di Zinaida Serebrjakova del 1907, realizzato con guazzo e ad acquerello su carta.

In una lettera al critico d'arte Aleksej Nikolaevič Savinov del 20 giugno 1966, Zinaida Serebrjakova racconta come avesse passato l'estate del 1909 a Neskučne e come in autunno avesse deciso di restare nella regione, ma non nella proprietà di famiglia, bensì in un chutor vicino al villaggio, in una piccola fattoria che apparteneva a suo marito, che allora era in un viaggio d'affari. Secondo Serebrjakova, "la fattoria è piccola ma è più facile da riscaldare in inverno, rispetto alla grande proprietà di Neskučne". Ella ricordava: "L'inverno, quell'anno, arrivò molto presto; tutto era coperto di neve, il giardino, i campi. Dappertutto c'erano dei cumuli di neve e non si poteva uscire. Ma quella piccola fattoria era calda e confortevole, e cominciai a dipingermi allo specchio e mi sono divertita a riprodurre tutti i miei soprammobili sul tavolo da toletta".
In un'altra lettera, scritta più o meno nello stesso periodo e indirizzata al critico d'arte Vladimir Pavlovič Lapšin, Zinaida Serebrjakova descrisse in quali circostanze aveva realizzato il suo autoritratto allo specchio:
All'inizio del mese di dicembre del 1909, quando il lavoro per l'autoritratto non era ancora terminato, Serebrjakova ricevette una lettera del suo fratello Evgenij Lanceray, nella quale questi le proponeva di presentare qualche nuova opera alle mostre di San Pietroburgo. Zinaida decise di inviare il suo autoritratto al tavolo della toeletta assieme a qualche altra opera. Nel gennaio del 1910, ella inviò due dipinti precedenti, un Autoritratto (1905) e il Ritratto della mia tata (1908), che furono presentati alla mostra del ritratto femminile moderno organizzata dalla redazione della rivista Apollon.
A metà febbraio del 1910, la settima mostra dell'unione dei pittori russi venne trasferita da Mosca a San Pietroburgo e Alla toletta venne presentato al pubblico per la prima volta. Evgenij Lanceray descrisse così questo autoritratto nella sua lettera a Konstantin Somov del 18 febbraio 1910 (nella quale egli chiama "Šura" Aleksandr Benois, che era lo zio della Serebrjakova):
Alla toletta venne presentato con altre tredici opere di Serebrjakova e venne ben accolto dal pubblico e dalla critica. Il pittore Valentin Serov scrisse così in una lettera a Il'ja Ostrouchov del 31 marzo 1910: "Ho visto l'autoritratto allo specchio della Serebrjakova... è una cosa molto dolce e molto fresca". L'autoritratto venne acquistato subito dopo la mostra dalla galleria Tret'jakov assieme a due altre opere dell'artista, Autunno verde e Giovane ragazza (Marija Žegulina).
L'autoritratto venne esposto nuovamente in una serie di mostre, tra le quali quella intitolata "Una donna nella pittura russa" (in russo Женщина в русской живописи?, Ženščina v russkoj živopisi), organizzata nel 1925 alla galleria Tret'jakov, e ancora in delle mostre personali dell'artista nel 1965-1966, svoltesi a Mosca, a Kiev e a Leningrado. Nell'aprile del 2017, il quadro fece parte di una retrospettiva delle opere dell'artista presso il Corpo degli Ingegneri della galleria Tret'jakov.
Uno studio per il quadro, datato al 1909, si trova nella collezione degli eredi Serebrjakov. Nella lista delle opere citate nella monografia realizzata dalla critica d'arte Valentina Knjazeva (1979), viene indicato che degli schizzi della pittura, realizzati all'acquerello e con la matita su carta, si trovano nella collezione di suo figlio Evgenij Serebrjakov a Leningrado e in quello della famiglia A. Sidorova a Mosca. Un'altra variante dell'Autoritratto alla toletta venne realizzata a olio su tela.

## Descrizione
A livello compositivo, il quadro rappresenta l'artista che si riflette nel proprio specchio. La cornice dello specchio è visibile sulla tela e la candela a sinistra si vede due volte, una delle quali è il suo riflesso. La giovane si guarda nello specchio e si pettina mentre sorride. La sua posa è rilassata con "il movimento grazioso delle mani nude, il movimento leggero del suo busto che si gira, ben proporzionato". Sebbene il motivo dello specchio adoperato sia abbastanza semplice, l'immagine della candela vera ripetuta dal suo riflesso dà un tocco di originalità e ingegnosità alla composizione.
I colori della tela sono di tonalità vive e allegre. I colori più intensi si trovano in primo piano, sul tavolo da toeletta. Vi si trovano dei flaconi di profumo in vetro con delle tinte gialle e verdi, un cuscinetto blu con degli spilloni, una scatola dipinta piena di perle e altri oggetti, tutti intrisi di colori che scintillano come dei gioielli. Dei toni attenuati si trovano nello stesso gioco di colori in altre parti della tela. Sullo sfondo, c'è un muro bianco davanti al quale si trova un tavolo sul quale è posata una bacinella con una brocca d'acqua per lavarsi.
I colori caldi della figura femminile collegano i colori vivaci del primo piano allo sfondo blu-verdastro e bianco. Secondo la storica dell'arte Valentina Knjazeva, l'opera incanta per la sua saturazione della luce. Sembra che la figura della donna in primo piano, i mobili e lo sfondo del quadro non siano soltanto bagnati dalla luce, ma che la emettano essi stessi. La cornice dello specchio funge da cornice della composizione stessa e rafforza l'effetto della profondità spaziale dell'immagine. Il suo colore scuro mette in risalto la luminosità della tavolozza dell'artista.
La realizzazione della tela venne suddivisa in più sedute. Serebrjakova dipinse in più strati, modellò accuratamente le forme, studiò con precisione qualunque dettaglio. Per il suo volto, le sue braccia e le spalle ella utilizzò le tinte piatte. Il suo stile pittorico permette di valorizzare la profondità del colore e di creare delle transizioni sottili tra i toni scelti.

## Accoglienza
Il pittore e critico Aleksandr Benois dedicò una parte importante del suo articolo sulla settima mostra dell'unione dei pittori russi ai lavori della Serebrjakova. Sottolineò, in particolare, l'originalità e gli altri meriti del suo autoritratto. Benois definiva questo quadro "un regalo meraviglioso, un tale sorriso da tutta la sua bocca, che non la si può non ringraziare"; egli descrisse l'autoritratto come la cosa più felice che ci sia, rimarcando che è pieno di spontaneità e di semplicità: un vero temperamento artistico, qualcosa di sonoro, di giovane, di divertente, solare e luminoso, qualcosa di assolutamente artistico. Molti anni dopo, nel 1932, Aleksandr Benois si ricordò come Serebrjakova "sorprese tutti con il suo autoritratto notevole, divenuto un ornamento della galleria Tret'jakov", e scrisse che durante tutti gli anni passati da allora la sua arte era rimasta sempre "così fresca, così seducente, così ingenua".

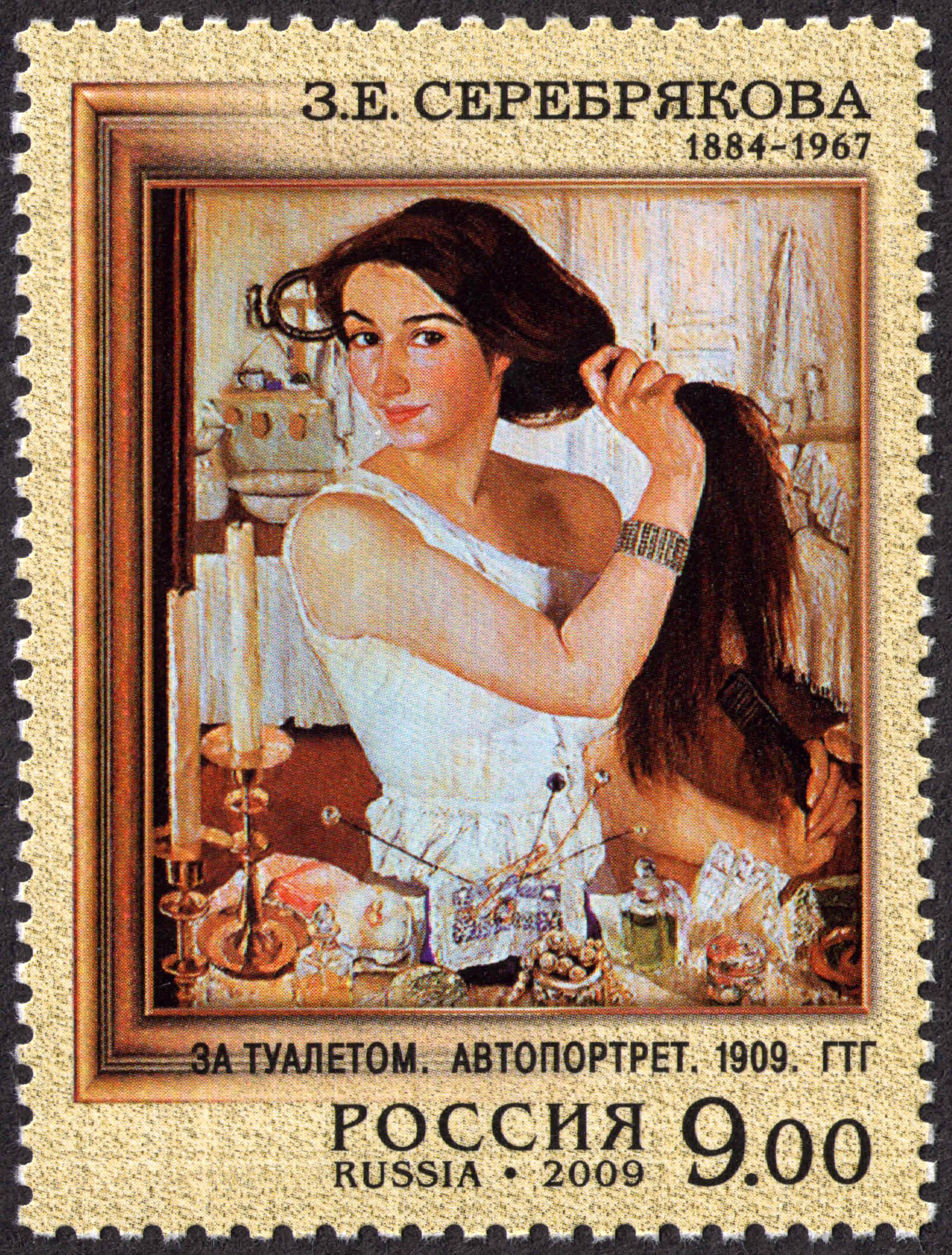
Un francobollo russo del 2009 dedicato all'opera.

Il critico d'arte Aleksej Savinov rimarca l'assenza in questo autoritratto di Serebrjakova di qualunque traccia di manierismo, di superficialità, caratteristiche delle opere d'arte dell'inizio del ventesimo secolo. Egli caratterizza questa tela come qualcosa di semplice ma di durevole, che possiede dei tratti artistici autentici oltre al suo realismo sano e vigoroso: "La luce riversa dei raggi luminosi allegri nella camera bianca, e noi sentiamo, in un giorno di neve abbagliante e soleggiato la musica dei versi: Giorno di gelo e di sole, giorno meraviglioso...
In un articolo dedicato all'autoritratto di Serebrjakova, il critico d'arte Dmitrij Sarab'janov individua nella femminilità la qualità più attraente dell'opera di questa artista, così come il suo proprio aspetto e il suo percorso di vita: "Tutto il suo aspetto rivela la purezza nascosta dalla sua anima, e lo splendore dei suoi occhi la sua bontà; i suoi sentimenti sono segnati dalla loro naturalezza; quanto ai pensieri incarnati nelle sue tele, questi riflettono la chiarezza della sua visione del destino umano". Sarab'janov, come Savinov, nota la semplicità delle concezioni dell'autoritratto di Serebrjakova, sottolineando che queste esprimono dei sentimenti naturali, che mostrano dei gesti ordinari (il pettinarsi, il guardarsi a uno specchio, eccetera), e si realizzano nel contesto di un ambiente molto semplice.
La critica d'arte Valentina Knjazeva considera che Alla toletta sia divenuto un vero programma per la Serebrjakova. L'artista, scrive Knjazeva, "ha creato un'immagine umana perfettamente armoniosa, e quando ella ha cominciato a dipingere, utilizzò e sviluppò delle tradizioni artistiche del passato. Il suo quadro è il risultato di una creatività precoce e allo stesso tempo il punto di partenza di una lunga ricerca creativa.